# Ered Engrin
Ered Engrin (sin. Góry Żelazne) – pasmo górskie ze stworzonej przez J.R.R. Tolkiena mitologii Śródziemia.

## Nazwa
Tworząc nazwy fikcyjnych lokacji tworzonego przez siebie świata, Tolkien umieszczał je w kontekście stworzonych przez niego 14 języków, którymi mówić mieli mieszkańcy wymyślonego przezeń świata. Co więcej, tworzone przez autora nazwy ulegać miały w obrębie Śródziemia podobnym procesom, jak nazwy realnych miejsc w rzeczywistym świecie. Nazwa Ered Engrin składa się z dwóch członów: określanego i określającego. Pierwszy z nich, Ered, jest rzeczownikiem w liczbie mnogiej oznaczającym góry. Spotyka się go również w kilku innych nazwach, jak Ered Gorgoroth (Góry Strachu), Ered Lindon (Góry Lindonu), Ered Luin (Góry Błękitne). W innych nazwach spotyka się ten rzeczownik w liczbie pojedynczej, orod, w takich jednowyrazowych nazwach jak Orodruina (dosłownie Ognista Góra). Wraz z drugim członem pełna nazwa Ered Engrin oznacza Góry Żelazne.

## Położenie
Ered Engrin zostały umieszczone przez Tolkiena na północy Beleriandu. Obszar ten jest wedle tolkienistów trudny do zrekonstruowania. Ered Engrin leżały na północ od Ered Luin (Gór Błękitnych), zakrzywiając się wielkim łukiem z zachodu na wschód, a na zachodnim krańcu również na północ.
Góry te wzniósł Morgoth, który w ich zachodniej części zbudował twierdzę Angband. Po swoim powrocie do Śródziemia spiętrzył nad Angbandem Thangorodrim – trzy góry u wejścia do swej domeny, około 150 lig czy też 450 mil na północ od Menegroth. Thangorodrim sąsiadował od południa z równiną Ard-Galen, którą wysłane stamtąd ognie spaliły, przemieniając w pustkowie Anfauglith. Dalej na południe i na wschód Ered Engrin rozciągały się przez Śródziemie, sięgając północnych Gór Mglistych i biegnąc dalej na wschód. Rozciągające się tam w Trzeciej Erze Góry Szare i Żelazne Wzgórza mogły być pozostałościami Gór Żelaznych. Na północ od nich znajdowała się już arktyczna tundra.

## Inspiracje
W opisie północnych ziem stworzonego przez Tolkiena Śródziemia dostrzega się inspirację fińskim eposem Kalevalą. Opisuje on między innymi wojnę ze złowrogą krainą Pohjolą leżącą na północy, o ogrodzeniach z żelaza sięgających na 1000 sążni w niebo, co koresponduje z tolkienowskimi Górami Żelaznymi i niebosiężnym Thangorodrimem.